# Campionato europeo femminile under 19 di pallavolo 2016
Il campionato europeo femminile under 19 di pallavolo 2016 si è svolto dal 27 agosto al 4 settembre 2016 a Nitra, in Slovacchia, e a Győr, in Ungheria: al torneo hanno partecipato dodici squadre nazionali under 19 europee e la vittoria finale è andata per la seconda volta alla Russia.

## Qualificazioni
Al torneo hanno partecipato: le due nazionali dei paesi organizzatori e dieci nazionali qualificate tramite il torneo di qualificazione.

## Impianti
|                                                                   |                                                                             |  |
|                                                                   |                                                                             |  |
| Mestská športová hala Città: Nitra Capienza: - Anno d'apertura: - | Szechenyi Istvan University Hall Città: Győr Capienza: - Anno d'apertura: - |  |

## Regolamento

### Formula
Le squadre hanno disputato una prima fase a gironi con formula del girone all'italiana; al termine della prima fase:
- Le prime due classificate di ogni girone hanno acceduto alla fase finale per il primo posto strutturata in semifinali, finale per il terzo posto e finale.
- La seconda e la terza classificata di ogni girone hanno acceduto alla finale per il quinto posto strutturata in semifinali, finale per il settimo posto e finale per il quinto posto.

### Criteri di classifica
Se il risultato finale è stato di 3-0 o 3-1 sono stati assegnati 3 punti alla squadra vincente e 0 a quella sconfitta, se il risultato finale è stato di 3-2 sono stati assegnati 2 punti alla squadra vincente e 1 a quella sconfitta.
L'ordine del posizionamento in classifica è stato definito in base a:
- Numero di partite vinte;
- Punti;
- Ratio dei set vinti/persi;
- Ratio dei punti realizzati/subiti;
- Risultati degli scontri diretti.

## Squadre partecipanti
| Squadra     | Qualificazione                            | Ultima partecipazione      |
| ----------- | ----------------------------------------- | -------------------------- |
| Belgio      | 1ª al torneo di qualificazione (girone G) | / Estonia e Finlandia 2014 |
| Bielorussia | 1ª al torneo di qualificazione (girone A) | Francia 2006               |
| Bulgaria    | 1ª al torneo di qualificazione (girone E) | / Estonia e Finlandia 2014 |
| Croazia     | 2ª al torneo di qualificazione (girone I) | Italia 2008                |
| Francia     | 1ª al torneo di qualificazione (girone F) | Turchia 2012               |
| Germania    | 1ª al torneo di qualificazione (girone I) | Turchia 2012               |
| Italia      | 1ª al torneo di qualificazione (girone C) | / Estonia e Finlandia 2014 |
| Russia      | 1ª al torneo di qualificazione (girone D) | / Estonia e Finlandia 2014 |
| Serbia      | 1ª al torneo di qualificazione (girone H) | / Estonia e Finlandia 2014 |
| Slovacchia  | Paese organizzatore                       | Turchia 2012               |
| Turchia     | 1ª al torneo di qualificazione (girone B) | / Estonia e Finlandia 2014 |
| Ungheria    | Paese organizzatore                       | Serbia 2010                |

## Torneo

### Fase a gironi
| Girone I   | Girone II   |
| ---------- | ----------- |
| Belgio     | Bielorussia |
| Bulgaria   | Germania    |
| Croazia    | Italia      |
| Francia    | Russia      |
| Slovacchia | Serbia      |
| Turchia    | Ungheria    |

#### Girone I

##### Risultati
| 27 agosto 2016 Mestská športová hala, Nitra Durata: 2h:14 - Spettatori: 100    | Croazia    | 2 - 3 | Belgio     | 20-25, 16-25, 25-20, 25-22, 12-15 |
| 27 agosto 2016 Mestská športová hala, Nitra Durata: 1h:56 - Spettatori: 175    | Slovacchia | 1 - 3 | Turchia    | 18-25, 24-26, 25-23, 24-26        |
| 27 agosto 2016 Mestská športová hala, Nitra Durata: 2h:07 - Spettatori: 100    | Francia    | 2 - 3 | Bulgaria   | 19-25, 25-20, 25-20, 20-25, 12-15 |
| 28 agosto 2016 Mestská športová hala, Nitra Durata: 1h:16 - Spettatori: 80     | Turchia    | 3 - 0 | Belgio     | 25-23, 25-14, 25-17               |
| 28 agosto 2016 Mestská športová hala, Nitra Durata: 1h:15 - Spettatori: 300    | Slovacchia | 3 - 0 | Francia    | 25-22, 25-12, 25-11               |
| 28 agosto 2016 Mestská športová hala, Nitra Durata: 1h:54 - Spettatori: 100    | Bulgaria   | 3 - 1 | Croazia    | 25-22, 26-24, 24-26, 25-17        |
| 29 agosto 2016 Mestská športová hala, Nitra Durata: 1h:02 - Spettatori: 60     | Francia    | 0 - 3 | Turchia    | 9-25, 13-25, 18-25                |
| 29 agosto 2016 Mestská športová hala, Nitra Durata: 1h:18 - Spettatori: 250    | Croazia    | 0 - 3 | Slovacchia | 17-25, 11-25, 19-25               |
| 29 agosto 2016 Mestská športová hala, Nitra Durata: 1h:41 - Spettatori: 80     | Belgio     | 3 - 1 | Bulgaria   | 20-25, 25-16, 25-17, 25-14        |
| 31 agosto 2016 Mestská športová hala, Nitra Durata: 1h:20 - Spettatori: 50     | Francia    | 3 - 0 | Croazia    | 25-14, 25-23, 25-18               |
| 31 agosto 2016 Mestská športová hala, Nitra Durata: 2h:12 - Spettatori: 300    | Slovacchia | 2 - 3 | Belgio     | 25-23, 18-25, 21-25, 25-21, 10-15 |
| 31 agosto 2016 Mestská športová hala, Nitra Durata: 1h:51 - Spettatori: 100    | Turchia    | 3 - 2 | Bulgaria   | 23-25, 25-13, 21-25, 25-18, 15-10 |
| 1º settembre 2016 Mestská športová hala, Nitra Durata: 1h:27 - Spettatori: 50  | Belgio     | 3 - 0 | Francia    | 25-22, 25-23, 27-25               |
| 1º settembre 2016 Mestská športová hala, Nitra Durata: 1h:09 - Spettatori: 50  | Croazia    | 0 - 3 | Turchia    | 21-25, 23-25, 11-25               |
| 1º settembre 2016 Mestská športová hala, Nitra Durata: 1h:58 - Spettatori: 250 | Bulgaria   | 2 - 3 | Slovacchia | 25-22, 15-25, 25-23, 14-25, 8-15  |

##### Classifica
| Pos | Squadra    | Pt | G | V | P | SV | SP | Ratio | PF  | PS  | Ratio |
| --- | ---------- | -- | - | - | - | -- | -- | ----- | --- | --- | ----- |
| 1   | Turchia    | 14 | 5 | 5 | 0 | 15 | 3  | 5.000 | 434 | 331 | 1.311 |
| 2   | Belgio     | 10 | 5 | 4 | 1 | 12 | 8  | 1.500 | 442 | 414 | 1.067 |
| 3   | Slovacchia | 9  | 5 | 3 | 2 | 12 | 8  | 1.500 | 450 | 388 | 1.159 |
| 4   | Bulgaria   | 7  | 5 | 2 | 3 | 11 | 12 | 0.916 | 455 | 504 | 0.902 |
| 5   | Francia    | 4  | 5 | 1 | 4 | 5  | 12 | 0.416 | 331 | 387 | 0.855 |
| 6   | Croazia    | 1  | 5 | 0 | 5 | 3  | 15 | 0.200 | 344 | 432 | 0.796 |

#### Girone II

##### Risultati
| 27 agosto 2016 Szechenyi Istvan University Hall, Győr Durata: 1h:04 - Spettatori: 250    | Bielorussia | 0 - 3 | Russia      | 9-25, 16-25, 18-25                |
| 27 agosto 2016 Szechenyi Istvan University Hall, Győr Durata: 1h:41 - Spettatori: 350    | Ungheria    | 1 - 3 | Germania    | 21-25, 23-25, 25-21, 18-25        |
| 27 agosto 2016 Szechenyi Istvan University Hall, Győr Durata: 1h:49 - Spettatori: 75     | Serbia      | 1 - 3 | Italia      | 22-25, 25-22, 14-25, 21-25        |
| 28 agosto 2016 Szechenyi Istvan University Hall, Győr Durata: 1h:23 - Spettatori: 100    | Germania    | 0 - 3 | Russia      | 24-26, 21-25, 21-25               |
| 28 agosto 2016 Szechenyi Istvan University Hall, Győr Durata: 1h:12 - Spettatori: 250    | Ungheria    | 0 - 3 | Serbia      | 16-25, 15-25, 20-25               |
| 28 agosto 2016 Szechenyi Istvan University Hall, Győr Durata: 2h:09 - Spettatori: 75     | Italia      | 3 - 2 | Bielorussia | 22-25, 25-23, 27-25, 19-25, 15-12 |
| 29 agosto 2016 Szechenyi Istvan University Hall, Győr Durata: 2h:03 - Spettatori: 65     | Serbia      | 3 - 2 | Germania    | 25-19, 21–25, 25–11, 28–30        |
| 29 agosto 2016 Szechenyi Istvan University Hall, Győr Durata: 1h:50 - Spettatori: 200    | Bielorussia | 2 - 3 | Ungheria    | 20-25, 17-25, 25-16, 26-24, 7-15  |
| 29 agosto 2016 Szechenyi Istvan University Hall, Győr Durata: 1h:54 - Spettatori: 90     | Russia      | 3 - 1 | Italia      | 25-23, 25-23, 20-25, 25-16        |
| 31 agosto 2016 Szechenyi Istvan University Hall, Győr Durata: 1h:07 - Spettatori: 50     | Serbia      | 3 - 0 | Bielorussia | 25-13, 25-22, 25-21               |
| 31 agosto 2016 Szechenyi Istvan University Hall, Győr Durata: 1h:07 - Spettatori: 100    | Ungheria    | 0 - 3 | Russia      | 24-26, 10-25, 15-25               |
| 31 agosto 2016 Szechenyi Istvan University Hall, Győr Durata: 1h:53 - Spettatori: 150    | Germania    | 1 - 3 | Italia      | 19-25, 24-26, 29-27, 16-25        |
| 1º settembre 2016 Szechenyi Istvan University Hall, Győr Durata: 1h:40 - Spettatori: 100 | Russia      | 1 - 3 | Serbia      | 26-24, 21-25, 16-25, 23-25        |
| 1º settembre 2016 Szechenyi Istvan University Hall, Győr Durata: 1h:19 - Spettatori: 120 | Italia      | 3 - 0 | Ungheria    | 25-23, 25-22, 25-23               |
| 1º settembre 2016 Szechenyi Istvan University Hall, Győr Durata: 1h:15 - Spettatori: 75  | Bielorussia | 0 - 3 | Germania    | 21-25, 17-25, 18-25               |

##### Classifica
| Pos | Squadra     | Pt | G | V | P | SV | SP | Ratio | PF  | PS  | Ratio |
| --- | ----------- | -- | - | - | - | -- | -- | ----- | --- | --- | ----- |
| 1   | Russia      | 12 | 5 | 4 | 1 | 13 | 4  | 3.250 | 408 | 344 | 1.186 |
| 2   | Serbia      | 11 | 5 | 4 | 1 | 13 | 6  | 2.166 | 445 | 382 | 1.164 |
| 3   | Italia      | 11 | 5 | 4 | 1 | 13 | 7  | 1.857 | 470 | 443 | 1.060 |
| 4   | Germania    | 7  | 5 | 2 | 3 | 9  | 10 | 0.900 | 417 | 436 | 0.956 |
| 5   | Ungheria    | 2  | 5 | 1 | 4 | 4  | 14 | 0.285 | 360 | 417 | 0.863 |
| 6   | Bielorussia | 2  | 5 | 0 | 5 | 4  | 15 | 0.266 | 360 | 438 | 0.821 |

### Fase finale

#### Finali 1º e 3º posto
|  | Semifinali | Semifinali | Semifinali |        |        | Finale 1º/2º posto | Finale 1º/2º posto | Finale 1º/2º posto |  |
|  |            |            |            |        |        |                    |                    |                    |  |
|  | Turchia    | Turchia    | 0          |        |        |                    |                    |                    |  |
|  | Turchia    | Turchia    | 0          |        |        |                    |                    |                    |  |
|  | Serbia     | Serbia     | 3          |        |        |                    |                    |                    |  |
|  | Serbia     | Serbia     | 3          |        | Serbia | Serbia             | 0                  |                    |  |
|  |            |            |            |        | Serbia | Serbia             | 0                  |                    |  |
|  |            |            | Russia     | Russia | 3      |                    |                    |                    |  |
|  | Russia     | Russia     | Russia     | Russia | 3      | 3                  |                    |                    |  |
|  | Russia     | Russia     |            |        |        | 3                  |                    |                    |  |
|  | Belgio     | Belgio     | 1          |        |        | Finale 3º/4º posto | Finale 3º/4º posto | Finale 3º/4º posto |  |
|  | Belgio     | Belgio     | 1          |        |        |                    |                    |                    |  |
|  |            |            |            |        |        |                    |                    |                    |  |
|  |            |            |            |        |        | Turchia            | Turchia            | 3                  |  |
|  |            |            |            |        |        | Turchia            | Turchia            | 3                  |  |
|  |            |            |            |        |        | Belgio             | Belgio             | 0                  |  |

##### Semifinali
| 3 settembre 2016 Mestská športová hala, Nitra Durata: 1h:24 - Spettatori: 130 | Turchia | 0 - 3 | Serbia | 22-25, 23-25, 19-25        |
| 3 settembre 2016 Mestská športová hala, Nitra Durata: 1h:41 - Spettatori: 130 | Russia  | 3 - 1 | Belgio | 19-25, 25-20, 25-18, 25-14 |

##### Finale 3º posto
| 4 settembre 2016 Mestská športová hala, Nitra Durata: 1h:19 - Spettatori: 200 | Turchia | 3 - 0 | Belgio | 26-24, 25-15, 25-20 |

##### Finale
| 4 settembre 2016 Mestská športová hala, Nitra Durata: 1h:18 - Spettatori: 425 | Serbia | 0 - 3 | Russia | 24-26, 18-25, 19-25 |

#### Finali 5º e 7º posto
|  | Semifinali | Semifinali | Semifinali |        |            | Finale 5º/6º posto | Finale 5º/6º posto | Finale 5º/6º posto |  |
|  |            |            |            |        |            |                    |                    |                    |  |
|  | Slovacchia | Slovacchia | 3          |        |            |                    |                    |                    |  |
|  | Slovacchia | Slovacchia | 3          |        |            |                    |                    |                    |  |
|  | Germania   | Germania   | 2          |        |            |                    |                    |                    |  |
|  | Germania   | Germania   | 2          |        | Slovacchia | Slovacchia         | 0                  |                    |  |
|  |            |            |            |        | Slovacchia | Slovacchia         | 0                  |                    |  |
|  |            |            | Italia     | Italia | 3          |                    |                    |                    |  |
|  | Bulgaria   | Bulgaria   | Italia     | Italia | 3          | 0                  |                    |                    |  |
|  | Bulgaria   | Bulgaria   |            |        |            | 0                  |                    |                    |  |
|  | Italia     | Italia     | 3          |        |            | Finale 7º/8º posto | Finale 7º/8º posto | Finale 7º/8º posto |  |
|  | Italia     | Italia     | 3          |        |            |                    |                    |                    |  |
|  |            |            |            |        |            |                    |                    |                    |  |
|  |            |            |            |        |            | Germania           | Germania           | 3                  |  |
|  |            |            |            |        |            | Germania           | Germania           | 3                  |  |
|  |            |            |            |        |            | Bulgaria           | Bulgaria           | 0                  |  |

##### Semifinali
| 3 settembre 2016 Mestská športová hala, Nitra Durata: 2h:07 - Spettatori: 300 | Slovacchia | 3 - 2 | Germania | 25-20, 19-25, 30-28, 18-25, 15-10 |
| 3 settembre 2016 Mestská športová hala, Nitra Durata: 1h:15 - Spettatori: 150 | Bulgaria   | 0 - 3 | Italia   | 19-25, 16-25, 24-26               |

##### Finale 7º posto
| 4 settembre 2016 Mestská športová hala, Nitra Durata: 1h:50 - Spettatori: 50 | Germania | 3 - 0 | Bulgaria | 25-21, 25-11, 25-11 |

##### Finale 5º posto
| 4 settembre 2016 Mestská športová hala, Nitra Durata: 1h:03 - Spettatori: 250 | Slovacchia | 0 - 3 | Italia | 13-25, 9-25, 10-25 |

## Podio

### Campione
Formazione: 1 Angelina Lazarenko, 3 Inna Balyko, 4 Anna Kotikova, 5 Anastasia Stalnaya, 7 Alina Podskal'naja, 8 Aleksandra Oganezova, 9 Ksenia Pligunova, 10 Anastasiia Stankevichute, 11 Viktorija Russu, 13 Elizaveta Kotova, 15 Marina Tushova, 16 Maria Vorobyeva, CT: Svetlana Safranova

### Secondo posto
Formazione: 2 Katarina Lazović, 4 Ana Jakšić, 5 Tijana Milojević, 6 Ljubica Milojević, 7 Jovana Kocić, 8 Anastasija Sekulić, 9 Tamara Radmilović, 10 Anđela Veselinović, 12 Vanja Bukilić, 13 Milica Šorak, 14 Anja Ašonja, 20 Jovana Mirosavljević, CT: Marijana Boričić

### Terzo posto
Formazione: 1 Melisa Memiş, 2 Tuğba Şenoğlu, 6 Saliha Şahin, 7 Ezgi Akyaldız, 8 Yasemin Güveli, 11 Aslıhan Kılıç, 13 Buket Gülübay, 14 Çağla Erdem, 15 Ayçin Akyol, 16 Yasemin Özel, 17 Tutku Yüzgenç, 18 Zehra Güneş, CT: Onur Çarıkçı

## Classifica finale
| Pos     | Squadra     |
| ------- | ----------- |
| Oro     | Russia      |
| Argento | Serbia      |
| Bronzo  | Turchia     |
| 4       | Belgio      |
| 5       | Italia      |
| 6       | Slovacchia  |
| 7       | Germania    |
| 8       | Bulgaria    |
| 9       | Francia     |
| 10      | Ungheria    |
| 11      | Bielorussia |
| 12      | Croazia     |

## Premi individuali
| Premio                 | Nome               | Squadra    |
| ---------------------- | ------------------ | ---------- |
| MVP                    | Anna Kotikova      | Russia     |
| Miglior palleggiatrice | Inna Balyko        | Russia     |
| Miglior opposto        | Anna Kotikova      | Russia     |
| Miglior schiacciatrice | Karolína Fričová   | Slovacchia |
| Miglior schiacciatrice | Katarina Lazović   | Serbia     |
| Miglior centrale       | Angelina Lazarenko | Russia     |
| Miglior centrale       | Jovana Kocić       | Serbia     |
| Miglior libero         | Giorgia Zannoni    | Italia     |